# Wanita (chanson)
Pour les articles homonymes, voir Wanita (homonymie).
Wanita est une chanson qui se fit connaître par le monde au travers de l'icône du XXe siècle Al Jolson. Composée par les Tin Pan Alley, Al Sherman et Sam Coslow, c'était leur premier grand hit. C'est une chanson d'un homme follement amoureux d'une femme (Juanita) qui n'a qu'une envie, manger.
La chanson s'appelle aussi Juanita ou Wanita (Wanna Eat, Wanna Eat).

## Note
1. ↑  ACE Title Search Database